# Grabhügel von Supraśl

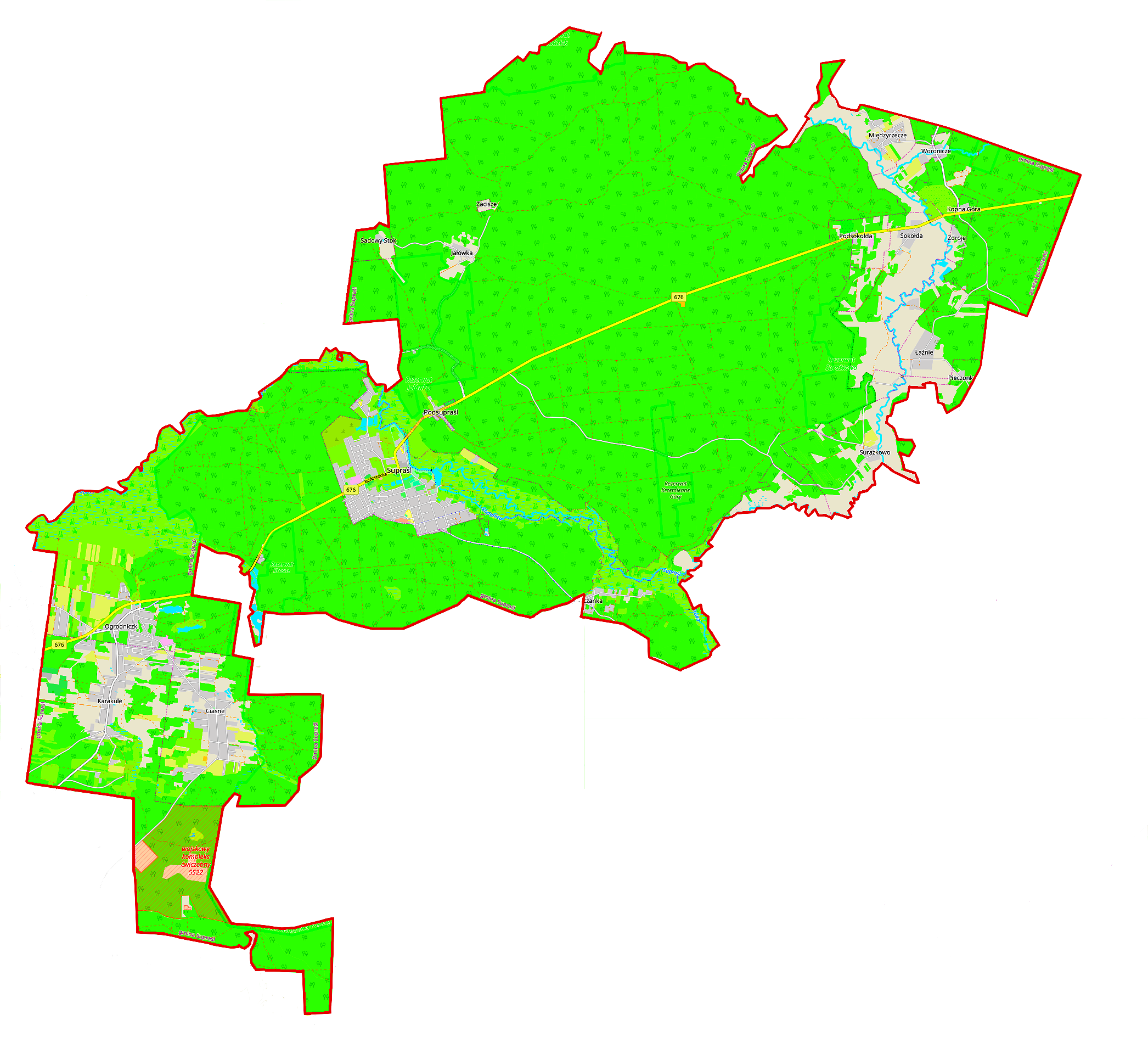
Karte

Die Funde im etwa 4000 Jahre alten Hügel von Supraśl in Podlachien im Nordosten von Polen, nahe der Grenze zu Belarus gehören zur Glockenbecherkultur. Sie wurden 2014 von Dariusz Manasterski und Katarzyna Januszek vom Archäologischen Institut der Universität Warschau sowie Adam Wawrusiewicz vom Muzeum Podlaskie in Białystok im Rahmen eines Forschungsprojekts ausgegraben. Die Scherben verzierter Tassen und Schalen der Glockenbecherkultur wurden in Supraśl in einem Grabhügel auf dem höchsten Punkt der Endmoräne zusammen mit verbrannten Knochen gefunden. Supraśl ist der bisher östlichste erkannte Fundpunkt dieser Kultur und weitgehend isoliert. Die nächsten vergleichbaren Funde stammen aus Südpolen und der Złota-Kultur.
In dem Grab wurde das Fragment einer Bernsteinperle gefunden, ein zweites Bernsteinobjekt in der Nähe. Es handelt sich dabei um das älteste Bernsteinobjekt in Podlachien. Es enthielt Steinwerkzeuge, darunter ein Dechsel und ein Pfeilschaftglätter. Fragmente eines Dolches wurden zusammen mit einem Krummesser, Pfeilspitzen und Klingen aus Feuerstein gefunden. Der Fund ist für Ostmitteleuropa außergewöhnlich und enthält eine der reichsten Ansammlungen von Objekten, die sonst nur aus Elitegräbern Westeuropas bekannt sind.